# Tormenta-Z
Tormenta-Z (en ruso: Шторм-Z) (romanizado: Shtorm-Z) son una serie de unidades militares penales establecidas por Rusia en abril de 2023.

## Historia

### Capacitación
La existencia de las unidades Tormenta-Z se descubrió por primera vez el 6 de abril, cuando las fuerzas ucranianas capturaron documentos que detallaban el reclutamiento de estas formaciones penales. El Ministerio de Defensa ruso modeló las unidades a partir del reclutamiento de antiguos criminales del Grupo Wagner tras la ruptura con el líder del grupo Wagner, Yevgueni Prigozhin . Los miembros de las unidades son reclutados en las prisiones rusas bajo la promesa de que un servicio exitoso dará lugar a una reducción de sus sentencias, además de poder ganar 2.200 dólares USA al mes. El Instituto para el Estudio de la Guerra ha evaluado que las unidades Tormenta-Z se uniran a las fuerzas rusas que sufren fatiga de batalla. También informaron que cada compañía está formada por 100 hombres divididos en cuatro equipos de combate de diez personas cada uno, cuatro equipos de apoyo de fuego de diez personas cada uno, un elemento de mando de dos personas, un grupo zapadores de combate de cinco personas, un grupo de reconocimiento militar de ocho personas, un grupo de evacuación médica de tres personas y un equipo de vehículos aéreos no tripulados (VANT) de dos personas. Cada compañía recibe sólo de 10 a 15 días de entrenamiento antes de ser enviada al frente de batalla, principalmente en los combates urbanos ocurridos en la Batalla de Bajmut y en la Batalla de Avdiivka . Varios comandos y unidades rusas tenían compañías Tormenta-Z adjuntas, que aparecieron por primera vez en el 1er Ejército de armas combinadas de Rusia. º en el 1er Cuerpo de Ejército, y en las fuerzas armadas de la autoproclamada República Popular de Donetsk.

### Contraofensiva ucraniana
Los combatientes de las unidades Tormenta-Z dijeron que sus unidades sufren de un liderazgo incompetente, falta de suministros y equipos defectuosos. Tres prisioneros de guerra de las unidades Tormenta-Z contaron al canal de televisión CNN sobre fallos rutinarios de la artillería, lanzamientos de cohetes inexactos y comandantes bajo la influencia de analgésicos que dan "órdenes sin sentido". También afirmaron que para obtener alimentos y agua potable era necesario caminar hasta cinco kilómetros a través de un campo minado. Las unidades también sufren de una moral baja, e incluso se rinden a las Fuerzas armadas ucranianas. Durante los primeros días de la contraofensiva ucraniana de 2023, un gran contingente de soldados procedentes de diversos batallones penales y de nuevos reclutas, se rindieron en las afueras de la población de Velika Novosilka. Estos prisioneros confirmaron los informes de que las unidades veteranas del Ejército ruso están posicionadas detrás de las unidades formadas por los soldados procedentes de los diversos centros penitenciarios y de los reclutas, actuando como tropas de barrera listas y dispuestas a disparar contra cualquier soldado que intente retirarse o rendirse. Poco después, un dron ucraniano capturó en un vídeo uno de esos casos en los que las fuerzas de barrera rusas abrieron fuego contra las unidades rusas en retirada. También se desplegaron unidades Tormenta-Z en la Segunda batalla de Kreminná, llevando a cabo "ataques de alto desgaste" contra las posiciones ucranianas, con dos divisiones de las Tropas Aerotransportadas Rusas, la 76.ª y la 98.ª Divisiones Aerotransportadas de la Guardia, actuando como tropas de barrera.

### Rebelión del grupo Wagner
Durante la rebelión del Grupo Wagner, varias unidades Tormenta-Z juraron lealtad al grupo paramilitar y prometieron ayudar a Yevgueni Prigozhin a derrocar a la estructura militar rusa. Sin embargo, después de que Prigozhin puso fin a la rebelión y regresó con sus columnas poco antes de llegar a Moscú, estas unidades Tormenta-Z lo acusaron de "cobardía" y afirmaron que los había "traicionado". Continuaron diciendo que debido a su apoyo a Wagner, sus comandantes comenzaron a imponer castigos a las unidades desleales. Las unidades Tormenta-Z están supervisadas por el Jefe de la Dirección Principal de Organización y Movilización del Estado Mayor, el general de ejército Yevgeni Burdinskiy, quien ha sido duramente criticado por los nacionalistas rusos por su incapacidad para dar cuenta de todas las unidades Tormenta-Z.